# Рассвет (Калінінградська область)
Рассвет (рос. Рассвет) — селище Гур'євського міського округу, Калінінградської області Росії. Входить до складу Добринського сільського поселення.
Населення —  470 осіб (2015 рік). 

## Населення
| 1910 | 1933 | 1939 | 2002 | 2010 |
| ---- | ---- | ---- | ---- | ---- |
| 356  | ↗582 | ↘528 | ↘471 | ↘470 |